# 三文ゴシップ
『三文ゴシップ』（さんもんゴシップ、英題：Superficial Gossip）は、2009年6月24日にEMIミュージック・ジャパンより発売された日本のシンガーソングライター椎名林檎の4作目のスタジオ・アルバム。

## 概要
ソロ名義としては、2007年に斎藤ネコとの共同名義で発表された『平成風俗』から約2年4ヶ月ぶり、純粋な「椎名林檎」名義では2003年の『加爾基 精液 栗ノ花』から約6年4ヶ月ぶりとなる通算6作目のフルアルバム。
さまざまな音楽家たちが多数参加・共演したアルバムで、以前にアレンジ違いがアルバム収録されている「カリソメ乙女」「丸ノ内サディスティック」を除き、全て書き下ろしのオリジナル曲を収録。これまで椎名が発表してきたアルバムでは全編を通して基本的に同一のアレンジャーが編曲を担当していたが、本作には合計10組ものアレンジャーが参加しているのが特徴。なおトータル・プロデュースは前作『加爾基 精液 栗ノ花』同様、椎名と井上雨迩によるプロデュース・チーム、化猫キラーが手掛けている。
本作発売直前に発表されたソロ名義としては約5年ぶりのシングル『ありあまる富』は、本作の構成が出来上がった後に書き下ろされたために収録されず、2014年に発売された5作目のアルバム『日出処』に収録された。そのためアルバムの先行シングルという扱いではないが、同シングルに収録されたカップリング曲の「SG〜Superficial Gossip〜」については本作の予告編のような曲であると語っている。「カリソメ乙女」は、2006年11月11日に配信限定で発売された「カリソメ乙女（DEATH JAZZ ver.）」が収録されている。
これまでの作品同様、7曲目「旬」を中心に曲目の字数がシンメトリーにされているほか、総合収録時間も50分5秒（50:05）に設定されている。収録曲のうち数曲にはミュージック・ビデオが製作され、「ありあまる富」のミュージック・ビデオとともにミュージック・ビデオ集『性的ヒーリング〜其ノ四〜』に収録され、本作から数曲をセレクトしたアナログ盤アルバム『サタデーナイト・ゴシップ』とともに同年8月26日に発売された。
初回生産分のみ、スリーブケース&素肌ブックレット仕様。

### アルバムのコンセプトとアートワーク
『三文ゴシップ』というタイトルは『平成風俗』の完成前にすでに浮かんでいた。きっかけは、椎名がギブソンのギター・SGのルックスには惹かれるのに使ったことが無かったので、それを使ったアルバム・ジャケットの作品を作ってみたいと思ったこと。SGの"S"から三文、"G"からゴシップという椎名の好きな言葉が浮かび、タイトルが決まった。
本作とシングル『ありあまる富』のジャケット・ブックレット、また一連のアーティスト写真およびポスターは“ヌード”をコンセプトに、木村豊によって制作された。本作収録曲「旬」のミュージック・ビデオもこのコンセプトを基に製作されている。またブックレット等で抱えているギターは、肌色に塗装されたギブソン・SGである。

### プロモーション
アルバムのリリースを記念して、iTunes Storeにて日本人アーティストとしては初となるArtist Weekを2009年6月30日まで展開。また同年6月22日から28日には期間限定でJR山手線と東京メトロの主要駅に巨大ポスターが貼り出されたほか、NHKの音楽番組『SONGS』で2週に渡って特集されるなど、様々な媒体のメディアに出演した。

## 制作の背景
通勤通学やレジャーのお供など、日常生活で聴いてもらうことを想定して制作されたアルバム。参加した計10組のアレンジャーは、過去の作品で亀田誠治が行っていたようなデモの段階で使われている楽器や無秩序で乱雑な楽曲を整理して統一感を持たせるような仕事ではなく、曲単位でデモの内容に沿ったアレンジを行っている。
音楽的な部分では、デビュー当時は和製R&B全盛期だったためにあえて出すことを避けていたブラックミュージックの影響が色濃く表れている。ブロードウェイ・ミュージカル風の楽曲からロック、クラシック、ジャズ、ヒップホップ、ラテン、エレクトロニカまで、そのジャンルは多岐に渡る。

## 収録曲

### 楽曲解説
1. 流行
東京事変の元メンバーでありPE'Zのヒイズミマサユ機が椎名と共同で編曲を担当し、ウーリッツァーピアノで演奏にも参加している[注 3]。
RHYMESTERのMummy-D（坂間大介、Mr.Drunk）と竹内朋康がそれぞれラップとギターで参加している[注 4]。坂間と竹内も出演したミュージック・ビデオが製作され、ミュージック・ビデオ集『性的ヒーリング〜其ノ四〜』に収録されている。
2. 労働者
池田貴史（レキシ）が編曲およびキーボードとコーラスを担当[注 5]。演奏は池田を含む100sのメンバーが担当。
3. 密偵物語
作曲家の服部隆之が編曲および指揮を担当[注 6]。
椎名曰く、この楽曲は「真夜中は純潔」の続編とのこと。当初は続編を作ろうとは思っていなかったが、デモを聴いた英語詞担当のJack Brownがイラスト付きで『真夜中は純潔』の続編になる歌詞を書いて来た。作曲時のイメージとは少し違ったが良い物語だったので、採用することにした。[11]
アナログ盤『サタデーナイト・ゴシップ』には、冒頭に「尖った手□」のラップを挿入した「密偵物語 Saturday Night Gossip Ver.」が別バージョンとして収録されている。また、椎名の楽曲で他者が作詞を担当するのは本楽曲が初となる。
4. 〇地点から
タイトルは「ゼロちてんから」と読むが、本来の「0」である部分は図形の丸印で表記されている。
以前より椎名の作品やコンサートでミュージックシーケンサーを担当している中山信彦が編曲に参加している。
5. カリソメ乙女
椎名林檎×SOIL&"PIMP"SESSIONS名義で2006年11月11日より発売されていた配信限定シングル「カリソメ乙女（DEATH JAZZ ver.）」を収録[注 7]。このバージョンは初のCD音源化となる。
6. 都合のいい身体
斎藤ネコが編曲および指揮を担当。ミュージック・ビデオが製作され、ミュージック・ビデオ集『性的ヒーリング〜其ノ四〜』に収録されている。
7. 旬
本作のリード曲。シングルカットはされていないが、6月1日に着うた、着うたフルで先行配信された。ミュージック・ビデオも製作され、ミュージック・ビデオ集『性的ヒーリング〜其ノ四〜』に収録されている。
SOIL&"PIMP"SESSIONS内のユニットJ.A.Mが編曲を担当している[注 8]
8. 二人ぼっち時間
6月1日に着うた、着うたフルで先行配信された。
2003年に発表された「りんごのうた」に続く2作目のNHK『みんなのうた』（2009年6月〜7月）提供楽曲。
9. マヤカシ優男
10. 尖った手□
タイトルは「とがったてぐち」と読むが、本来の「口」である部分は図形の正方形で表記されている。
1曲目の「流行」同様、Mummy-Dがラップで参加しており、この曲ではさらにMr.Drunk名義で編曲にも参加している。また同年8月26日に発売されたアナログ盤『サタデーナイト・ゴシップ』に収録の「密偵物語 Saturday Night Gossip Ver.」の冒頭に本曲のラップが挿入されている。
11. 色恋沙汰
ミュージック・ビデオが製作され、ミュージック・ビデオ集『性的ヒーリング〜其ノ四〜』に収録されている。
12. 凡才肌
伴奏はcobaによるアコーディオンのみ[注 9]。
後のライブツアー『椎名林檎と彼奴等がゆく 百鬼夜行2015』ではオープニング・ナンバーとして演奏された。
13. 余興
2008年に行われた「椎名林檎 (生)林檎博'08 〜10周年記念祭〜」のアンコールで新曲として披露され、『Ringo EXPO 08』に「余興（仮）」として収録されていたものが正式に音源化された。同コンサートでもエレキギターを担当していた名越由貴夫が編曲およびギターを担当している。
14. 丸ノ内サディスティック（EXPO Ver.）
1999年に発表された1作目のアルバム『無罪モラトリアム』収録曲のアレンジバージョン。歌詞の大部分が英語に変更されたほか、ディスクジャケットとブックレットには「㋚」とも表記されている。
東京事変から唯一参加している浮雲によってR&B調のアレンジが施されたトラックが制作された[11]。また浮雲はコーラスも担当している[注 10]。
当初は椎名と浮雲、そして同じく東京事変の伊澤一葉の3人で作る予定だったが、伊澤が連絡してきた時にはすでに浮雲がレコーディングを始めてしまっていたため、椎名が断わりを入れて伊澤は不参加となった[11]。
元は「椎名林檎 (生)林檎博'08 〜10周年記念祭〜」のエンドロールの際に流れた曲であり[注 11]、シンメトリーの構成からも外されているため、実質的にはボーナス・トラックとして収録された楽曲[注 12]。ミュージック・ビデオ集『性的ヒーリング〜其ノ四〜』にはエンドロールとして収録されている。

### 楽曲クレジット
| 全作曲: 椎名林檎。 |                                        |                             |            |                                                 |                    |      |
| #                  | タイトル                               | 作詞                        | 作曲・編曲 | 編曲                                            | 管弦楽編曲         | 時間 |
| 1.                 | 「流行」                               | 椎名林檎 坂間大介 [ 注 13 ] | 椎名林檎   | ヒイズミマサユ機 椎名林檎                       |                    | 4:17 |
| 2.                 | 「労働者」                             | 椎名林檎                    | 椎名林檎   | 池田貴史                                        |                    | 5:01 |
| 3.                 | 「密偵物語」                           | Jack Brown                  | 椎名林檎   | 服部隆之                                        |                    | 3:10 |
| 4.                 | 「〇地点から」                         | 椎名林檎                    | 椎名林檎   | 中山信彦 化猫キラー [ 注 1 ]                    |                    | 3:19 |
| 5.                 | 「カリソメ乙女」                       | 椎名林檎                    | 椎名林檎   | SOIL&"PIMP"SESSIONS                             |                    | 2:29 |
| 6.                 | 「都合のいい身体」                     | 椎名林檎                    | 椎名林檎   | 斎藤ネコ                                        |                    | 3:14 |
| 7.                 | 「旬」                                 | 椎名林檎                    | 椎名林檎   | J.A.M                                           | 斎藤ネコ（弦編曲） | 4:48 |
| 8.                 | 「二人ぼっち時間」                     | 椎名林檎                    | 椎名林檎   | 斎藤ネコ                                        |                    | 3:05 |
| 9.                 | 「マヤカシ優男」                       | 椎名林檎                    | 椎名林檎   | SOIL&"PIMP"SESSIONS                             |                    | 3:57 |
| 10.                | 「尖った手口」                         | 椎名林檎 Mummy-D [ 注 13 ]  | 椎名林檎   | 中山信彦 Mr.Drunk [ 注 13 ] 化猫キラー [ 注 1 ] |                    | 3:02 |
| 11.                | 「色恋沙汰」                           | 椎名林檎                    | 椎名林檎   | 服部隆之                                        |                    | 3:00 |
| 12.                | 「凡才肌」                             | 椎名林檎                    | 椎名林檎   | coba 椎名林檎                                   |                    | 3:49 |
| 13.                | 「余興」                               | 椎名林檎                    | 椎名林檎   | 名越由貴夫                                      |                    | 3:53 |
| 14.                | 「丸ノ内サディスティック (EXPO Ver.)」 | 椎名林檎                    | 椎名林檎   | 浮雲                                            |                    | 3:00 |
| 合計時間:          | 合計時間:                              | 合計時間:                   | 合計時間:  | 合計時間:                                       | 50:05              |      |

### 演奏クレジット
| 流行 wutlitzer：ヒイズミマサユ機（PE'Z） drums：航（PE'Z） bass：Nirehara Masahiro（PE'Z） guitar：竹内朋康（マボロシ） rap：坂間大介(Mummy-D)（マボロシ） clap ：全員 労働者 keybords&chorus：池田貴史（100s） drums&percussions：玉田豊夢（100s） bass ：山口寛雄（100s） 密偵物語 organ：倉田信雄 guitar：古川昌義 wood bass：渡辺等 drums：鶴谷智生 latin percussions：川瀬正人 flute ：高桑英世 trumpet：西村浩二、横山均 trombone：村田陽一 alto sax：ボブザング tenor sax：小池修 baritone sax：竹野昌邦 vibraphone：香取良彦 conductor：服部隆之 〇地点から programming&manipulate：中山信彦 piano&lead synth.：椎名林檎 e.sitar&guitars：名越由貴夫 flute,ocarina&bass ocarina：高桑英世 カリソメ乙女 performance：SOIL&"PIMP"SESSIONS 都合のいい身体 piano：市川秀男 guitar：中牟礼貞則 bass：高水健司 drums：村上"ポンタ"秀一 latin percussions：三沢またろう classic percussions：高田みどり trumpet：西村浩二、横山均、菅坡雅彦、木幡光邦 trombone：村田陽一、奥村晃、箱山洋樹、池城勉 alto sax：竹野昌邦、鈴木圭 tenor sax：白石幸司、庵原良司 baritone sax：山本拓夫 horn：藤田乙比古、萩原顕章、勝俣泰、木村俊介 tuba：佐藤潔 flute：高桑英世、清野真衣子 oboe：庄司さとし clarinet：十亀正司 fagotto：福井蔵 harp：朝川朋之 concert master：グレート栄田 violin：滝沢幸二郎、金原千恵子、今野均、押鐘貴之、矢野晴子、中島弦一郎、阿部倫子、小倉達夫、桐山なぎさ、三木希生子、坂田佳奈子、栄田緑、白須今、越川歩、角田知寿子 viola：山田雄司、秋山俊樹、渡部安見子、高嶋麻由、大沼幸江、細川亜維子 cello：前田善彦、笠原あやの、阿部雅士、徳澤青弦、向井航、横岡絵里香 contrabass：齋藤順、斎藤輝彦、一本茂樹、安東章夫 conductor：斉藤ネコ | 旬 piano：丈青 （SOIL&"PIMP"SESSIONS） wood bass：秋田ゴールドマン（SOIL&"PIMP"SESSIONS） drums ：みどりん（SOIL&"PIMP"SESSIONS） concert master：グレート栄田 violin：滝沢幸二郎、金原千恵子、矢野晴子、押鐘貴之、入江茜、桑田嬢、阿部倫子、小倉達夫、桐山なぎさ、藤家泉子、栄田緑、三木希生子、白須今、越川歩、角田知寿子 viora:：秋山俊樹、河野絵里子、島岡智子、得高真奈美、鈴木るか、高嶋麻由 cello：前田善彦、松葉春樹、重松正昭、小沢豊、藤沢俊樹、沖澤直子 contrabass：齋藤順、斎藤輝彦、谷中隆、千葉一樹 conductor：斉藤ネコ 二人ぼっち時間 guitar：中牟礼貞則、柳沢二三男 bass：高水健司 drums：山木秀夫 latin percussions：藤井珠緒、高橋結子 grocken：高田みどり vibraphone：大石真理恵 trumpet：西村浩二、横山均、小林正弘、田中充 trombone：村田陽一、奥村晃、佐藤洋樹、山城純子 alto sax：本田雅人、鈴木圭 tenor sax：竹野昌邦、吉田治 baritone sax：山本拓夫 conductor：斉藤ネコ tap：熊谷和徳 マヤカシ優男 performance：SOIL&"PIMP"SESSIONS 尖った手□ programming&manipulate：中山信彦 e.sitar&guitars：名越由貴夫 rap：Mummy-D 色恋沙汰 rhodes：倉田信雄 wood bass：渡辺等 drums：鶴谷智生 guitar：古川昌義 latin percussions：川瀬正人 trombone：村田陽一 vibraphone ：香取良彦 concert master ：金原千恵子 violin ：矢野晴子、大林典代、桑田嬢、伊能修、岩戸有紀子、グレート栄田、桐山なぎさ、真部裕、大久保祐子、押鐘貴之、藤家泉子 viora ：山田雄司、榎戸崇浩、大沼幸江、渡部安見子 cello ：植木昭雄、笠原あやの conductor ：服部隆之 凡才肌 accordion：coba 余興 guitars：名越由貴夫 bass：キタダマキ（Syrup 16g） drums：白根賢一（GREAT3） chorus&clap：杉山まゆみ、杉山優子、水島七恵、太田有美、川嶋真理、川瀧節子、平等理恵（黒猫堂） 丸ノ内サディスティック（EXPO Ver.） chorus：浮雲 bass：三浦淳悟（ペトロールズ） programming：井上雨迩 |

## タイアップ
| 楽曲               | タイアップ                          | 起用年 |
| ------------------ | ----------------------------------- | ------ |
| 「カリソメ乙女」   | 映画「さくらん」の主題歌            | 2007年 |
| 「二人ぼっち時間」 | NHK「みんなのうた」（6〜7月のうた） | 2009年 |